# Pablo Ávila Guerrero
Pablo Nicolás Avila Guerrero (Santiago, 28 de abril de 1966) es un ejecutivo y empresario audiovisual chileno, que se desempeña como presidente y director de Grupo AGTV desde 2011.
Ávila también ha ocupado cargos como gerente de Producción de TVN y Canal 13, entre 2004 y 2010, y fue productor general de Área Dramática de Televisión Nacional entre 1997 y 2004.

## Biografía
Nació el 28 de abril de 1966, en Santiago. Cursó sus estudios en el Instituto Nacional José Miguel Carrera, en Santiago. Ingresó a la Pontificia Universidad Católica de Valparaíso (PUCV). Posteriormente, realizó estudios de Dirección y Producción de Televisión en el Instituto Profesional AIEP. Está casado con la actriz Nancy Paulsen.

## Carrera
Incursionó en televisión en 1988, como asistente de producción en el programa Mediodía en Chile de Televisión Nacional de Chile. En 1989, Ávila comenzó a trabajar en el Área Dramática del canal estatal, bajo la administración de Sonia Fuchs, en su labor de asistente y, luego coordinador de producción de telenovelas ejecutadas por Verónica Saquel, cargo que ejerció hasta 1996.
En 1997 Cecilia Stoltze le designó el cargo de productor general del área. Ávila debió encabezar la jefatura de producción de los directores Vicente Sabatini y María Eugenia Rencoret, continuando con el inicio de la época de oro de las telenovelas de Televisión Nacional, produciendo contenido de grandes audiencias y éxito comercial, como La Fiera (1999), Romané (2000), Pampa ilusión (2001), Amores de mercado (2001) y Los Pincheira (2004). Durante su gestión, impulsó la venta internacional de algunas producciones del canal estatal a Telemundo.
El 14 de diciembre del 2004, Daniel Fernández Koprich le concedió el puesto de director de Contenidos y Producción de Televisión Nacional, cargo que ocupó hasta el 24 de marzo de 2009. El 1 de abril de 2009, Avila asumió el cargo de productor de ventas internacionales del Área Dramática, hasta su renuncia a Televisión Nacional el 22 de noviembre de 2009.
El 25 de noviembre de 2009, Mercedes Ducci le designó como director de Producción de Canal 13, cargo del cual desistió el 9 de junio de 2010.
En 2011 fundó su propia compañía de producción de contenidos para la televisión chilena AGTV Producciones. Entre 2014 y 2019 firmó un contrato con Mega para producir telenovelas en el horario diurno logrando buenos resultados con Amanda y Verdades ocultas. En 2019 rompió vínculos con Mega y firmó un exclusivo acuerdo con Canal 13 para desarrollar contenidos y producir telenovelas en horario nocturno y vespertino, tras esto produjo varias telenovelas como La reina de Franklin, Pacto de sangre y Amor a la Catalán.

## Filmografía

### Productor ejecutivo
- 2025: Aguas de oro
- 2025: El jardín de Olivia
- 2024: Nuevo amores de mercado
- 2024: Al sur del corazón
- 2023: Como la vida misma
- 2023-2024: Juego de ilusiones
- 2022: Hijos del desierto
- 2021: Secretos de familia[17]
- 2021: La torre de Mabel
- 2019: Amor a la Catalán[18]
- 2019: Río oscuro
- 2018: La reina de Franklin
- 2018: Pacto de sangre[19]
- 2017-2019: Verdades ocultas[20]
- 2016: Amanda[21]
- 2016: Te doy la vida
- 2015: Eres mi tesoro

### Productor general
- 2004: Ídolos
- 2004: Destinos cruzados
- 2004: Los Pincheira
- 2004: 17 (telenovela)
- 2003: Pecadores
- 2003: Puertas adentro
- 2003: 16 (telenovela)
- 2002: Purasangre
- 2002: El circo de las Montini
- 2001: Amores de mercado
- 2001: Pampa ilusión
- 2000: Santo ladrón
- 2000: Romané
- 1999: Aquelarre
- 1999: La Fiera
- 1998: Borrón y cuenta nueva
- 1998-1999: Sucupira, la comedia
- 1998: Iorana
- 1997: Tic tac
- 1997: Oro verde

### Productor
- 1996: Loca piel
- 1995: Juegos de fuego
- 1995: Estúpido cupido
- 1994: Rompe corazón
- 1993: Jaque mate
- 1992: Trampas y caretas
- 1991: Volver a empezar
- 1990: El milagro de vivir